# Scottys sommar
Scottys sommar (även känd som The [Sandlot] Kids) är en amerikansk sport/komedi-film från år 1993, regisserad av David Mickey Evans.

## Handling
Denna film utspelar sig i grannskapet The Sandlot år 1962, och berättar historien Scotty (Tom Guiry) som nyligen flyttat in till grannskapet med sin familj.
Han blir isolerad från de andra barnen först eftersom han inte vet hur man spelar baseball, men hans liv förändras till det bättre när han blir väl bemött av Benny Rodriguez (Mike Vitar),  ledare av The Sandlot Team. Och så börjar en ny magisk sommar av baseball, äventyr, ens första kyss och sammandrabbningar med den fruktade "The Beast" och dess ägare som bor bakom staketet av planen.

## Rollista (i urval)
The Sandlot Team
- Tom Guiry – Scott "Scotty" Smalls, en blyg och akademisk pojke som nyligen flyttat in till grannskapet.
- Mike Vitar – Benjamin Franklin "Benny the Jet" Rodriguez, deras ledare (och äldst av pojkarna), vilken är ansedd som den bäste spelaren i laget.
- Patrick Renna – Hamilton "Ham" Porter, en knubbig pojke som vanligen är fångaren ("the catcher") i laget.
- Chauncey Leopardi – Michael "Squints" Palledorous, en viktigpetter i laget som bär glasögon med tjocka, svarta ramar.
- Marty York – Alan "Yeah-Yeah" McClennan, en spelare som givits sitt smeknamn eftersom han ofta säger "yeah-yeah" före början av en mening.
- Brandon Quintin Adams – Kenny DeNunez, en pojke som är kastaren ("the pitcher") i laget.
- Grant Gelt – Bertram Grover Weeks, en spelare som bär glasögon liknande Squints' men med tunna ramar.
- Shane Obedzinski – Tommy "Repeat" Timmons, en spelare (den yngste och minste pojken i laget) som givits sitt smeknamn eftersom han alltid repeterar sin brors ord.
- Victor DiMattia – Timmy Timmons, Repeat's storebror.

Andra karaktärer
- David Mickey Evans – Berättare (okrediterad)
- Arliss Howard – Scott "Scotty" Smalls (som vuxen) (okrediterad)
- Denis Leary – Bill, Scott's styvfar
- Karen Allen – "Mom", Scott's mamma
- James Earl Jones – Mr. Mertle, ägare av "The Beast" (en vildsint, tung English Mastiff).
- Marley Shelton – Wendy Peffercorn, livvakt vid deras lokala swimming-pool.
- Art LaFleur – George "The Babe" Ruth, en legendarisk baseball-spelare som beundras av The Sandlot Team.
- Wil Horneff – Phillips, ledare för ett annat baseball-team (rivaler till The Sandlot Team).

## Trivia
- Scottys sommar är även känd som The Kids i Sverige. Dess originaltitel är The Sandlot (med Scotty's Summer som undertitel) i USA, men är även känd som The Sandlot Kids i Australien och Storbritannien.
- James Earl Jones som i filmen porträtterade en gammal baseball-entusiast avskydde i verkligheten baseball.